# 在ブルネイ日本国大使館

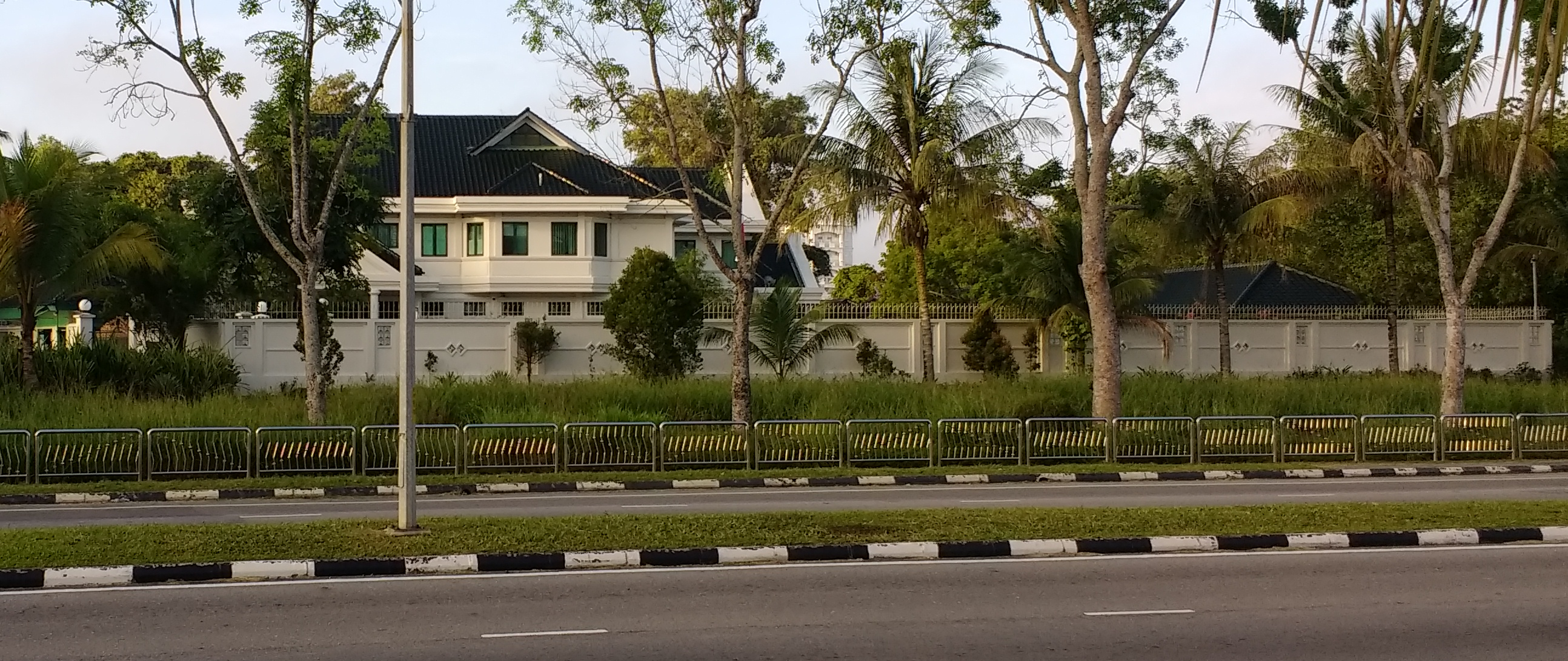
車道の向こう側から撮影した在ブルネイ日本国大使館（2019年）

在ブルネイ日本国大使館（英語: Embassy of Japan in Brunei）は、ブルネイの首都バンダルスリブガワンにある日本の大使館。

## 沿革
- 1984年1月1日、ブルネイがイギリスから独立する[2]
- 1984年4月、日本とブルネイの外交関係が樹立される[2]
- 1984年6月、バンダルスリブガワンに在ブルネイ日本国大使館が開設される[3]

## 住所
- 所在地: House No. 33, Simpang 122, Kampong Kiulap, Bandar Seri Begawan BE1518[4]
- 私書箱: P.O. Box 3001, BSB BS8675[4]